# Xylinophylla ochrea
Xylinophylla ochrea là một loài bướm đêm trong họ Geometridae.